# Год жизни по-библейски
«Год жизни по-библейски» (англ. Living Biblically) — американский ситком, основанный на книге «Год, прожитый по-библейски» А. Дж. Джейкобса. Премьера сериала состоялась 26 февраля 2018 года.
19 апреля 2018 года CBS снял сериал с эфира, оставив невыпущенными пять эпизодов.

## Сюжет
Кинокритик и будущий отец решает сделать свою жизнь лучше, прожив год согласно Библии, после смерти своего друга.

## В ролях
- Джей Р. Фергюсон — Чип Карри
- Линдси Крафт — Лесли Карри
- Иэн Гомес — отец Джин
- Дэвид Крамхолц — раввин Гил Эйблман
- Тони Рок — Винс
- Кэмрин Мангейм — миссис Медоус
- Сара Гилберт — Шерил

## Список эпизодов
| № общий | № в сезоне | Название                                                                | Режиссёр      | Автор сценария                  | Дата премьеры   | Произв. код | Зрители в США (млн) |
| ------- | ---------- | ----------------------------------------------------------------------- | ------------- | ------------------------------- | --------------- | ----------- | ------------------- |
| 1       | 1          | «Пилот» «Pilot»                                                         | Энди Аккерман | Патрик Уолш                     | 26 февраля 2018 | T11.10117   | 5.011               |
| 2       | 2          | «Ложные идолы» «False Idols»                                            | Энди Аккерман | София Лир                       | 5 марта 2018    | T12.15904   | 4.476               |
| 3       | 3          | «Возлюби ближнего своего» «Love Thy Neighbor»                           | Энди Аккерман | Патрик Уолш                     | 12 марта 2018   | T12.15902   | 4.67                |
| 4       | 4          | «Ты не должен воровать» «Thou Shalt Not Steal»                          | Энди Аккерман | Майкл Лисби & Нэйт Регер        | 19 марта 2018   | T12.15903   | 4.06                |
| 5       | 5          | «Почитай своего отца» «Honor Thy Father»                                | Энди Аккерман | Майкл Хоберт                    | 26 марта 2018   | T12.15910   | 3.98                |
| 6       | 6          | «Ты не должен лжесвидетельствовать» «Thou Shalt Not Bear False Witness» | Энди Аккерман | Чарльз Броттмиллер              | 2 апреля 2018   | T12.15905   | 4.14                |
| 7       | 7          | «Давайте помолимся» «Let Us Pray»                                       | Энди Аккерман | Билл Мартин & Майк Шифф         | 9 апреля 2018   | T12.15907   | 3.84                |
| 8       | 8          | «Показать гостеприимство» «Show Hospitality»                            | Энди Аккерман | Джон Силберман & Джош Силберман | 16 апреля 2018  | T12.15906   | 3.55                |

## Отзывы критиков
На Rotten Tomatoes сериал получил 19% «свежести» на основе 16 отзывов со средним рейтингом 4,26/10. На Metacritic сериал получил 47 баллов из ста, что основано на 8 «смешанных и средних» рецензиях.